# 1928 في أستراليا
فيما يلي قوائم الأحداث التي وقعت خلال عام 1928 في أستراليا.

## سياسة

### تعيين في المنصب
- 2 يونيو – روبرت منزيس عضو المجلس التشريعي الفيكتوري.
- 17 نوفمبر – بول جونز عضو مجلس النواب الأسترالي.
- 17 نوفمبر – جون كيرتن عضو مجلس النواب الأسترالي.

## رياضة
- 1 يناير – البطولات الأسترالية 1928

## مواليد

### مارس
- 31 مارس – جون لي ممثل أسترالي.

### يوليو
- 18 يوليو – راسيل موكريدجي درّاج طريق أسترالي.

### أكتوبر
- 10 أكتوبر – جورج وورثينغتون لاعب كرة مضرب أسترالي.

### نوفمبر
- 30 نوفمبر – ريمون ستيل هول سياسي أسترالي.

### ديسمبر
- 1 ديسمبر – كيث ميشل